# Регіон Тюбу
Регіон Тю́бу (яп. 中部地方 тюбу тіхо, «центральний район») — регіон Центральної Японії на острові Хонсю. Складається з менших регіонів Хокуріку (北陸地方), Косінтецу (甲信越), Токай (東海) і Тюкйо (中京地方). Центр регіону Тюбу — префектура Айті.

## Географія
Регіон розташований на острові Хонсю. Японські Альпи поділяють регіон на дві частини. У регіоні Тюбу розташована гора Фудзі.

## Префектури
| Прапор | Префектура | Населення | Адмінцентр | Мапа |
| ------ | ---------- | --------- | ---------- | ---- |
|        | Айті       | 7,410,719 | Нагоя      |      |
|        | Ґіфу       | 2,080,773 | Ґіфу       |      |
|        | Ісікава    | 1,169,788 | Канадзава  |      |
|        | Наґано     | 2,152,449 | Наґано     |      |
|        | Ніїґата    | 2,374,450 | Ніїґата    |      |
|        | Сідзуока   | 3,765,007 | Сідзуока   |      |
|        | Тояма      | 1,093,247 | Тояма      |      |
|        | Яманасі    | 863,075   | Кофу       |      |
|        | Фукуй      | 806,314   | Фукуй      |      |